# Paučina
Paučina (en serbe cyrillique : Паучина) est un village du nord-est du Monténégro, dans la municipalité de Rožaje.

## Démographie

### Évolution historique de la population
| 1948 | 1953 | 1961 | 1971 | 1981 | 1991 | 2003 |
| ---- | ---- | ---- | ---- | ---- | ---- | ---- |
| 378  | 487  | 522  | 354  | 347  | 356  | 322  |